# Naxos a Malé Kyklady
Naxos a Malé Kyklady (řecky: ) je jednou ze 2 obcí regionální jednotky Naxos v kraji Jižní Egeis v Řecku. Zahrnuje území obydlených ostrovů Naxos, Ano Koufonisi, Irakleia, Donousa, Schoinousas a menších okolních neobydlených ostrovů v souostroví Kyklady. Hlavním městem je Naxos. Břehy omývá Egejské moře.

## Obyvatelstvo
V roce 2011 žilo v obci 18 864 obyvatel. Obec se skládá z obecních jednotek, z nichž dvě jsou na hlavním ostrově Naxos a zbývající čtyři odpovídají menším obydleným ostrovům. V závorkách je uveden počet obyvatel obecních jednotek.
- Obec Naxos a Malé Kyklady (18 864)
  - obecní jednotka Donousa (167) zahrnuje ostrov Donousa a přilehlé neobydlené ostrůvky a také skupinu neobydlených ostrovů mezi Donousou a Naxosem
  - obecní jednotka Drymalia (5204) zahrnuje východ ostrova Naxos
  - obecní jednotka Irakleia (141) zahrnuje ostrov Irakleia a přilehlé neobydlené ostrůvky
  - obecní jednotka Koufonisia (399) zahrnuje ostrovy Ano Koufonisi, Kato Koufonisi, Keros a přilehlé neobydlené ostrůvky
  - obecní jednotka Naxos (12 726) zahrnuje západ ostrova Naxos
  - obecní jednotka Schoinousa (227) zahrnuje ostrov Schoinousa a přilehlé neobydlené ostrůvky